# Gagrella armillata
Gagrella armillata is een hooiwagen uit de familie Sclerosomatidae.